# 哈珀 (利比里亞)
哈珀是西非國家利比里亞東南端的城市，也是马里兰县的首府，位於距離首都蒙羅維亞404公里的大西洋沿岸，毗鄰與科特迪瓦接壤的邊境，居民主要從事農產品貿易、捕業和商業活動，2008年人口17,837。
4°22′N 7°43′W / 4.367°N 7.717°W